# Sant Quirc de Taüll
Sant Quirc de Taüll és una ermita d'una sola nau i un absis del terme de la Vall de Boí, al sud-oest del poble Pla de l'Ermita. És pobra en decoració i molt senzilla. Pertany al territori de Taüll, antigament inclòs en el terme municipal de Barruera. Al sud-oest d'aquesta ermita hi ha l'Hàbitat pastoral de les Coves.
Està construïda en una gran esplanada als afores del poble. S'hi accedeix per un petit camí no gaire llarg i ben indicat, a l'entrada del poble. L'ermita domina el paisatge de Taüll des de dalt del turó a 1.607,6 m. alt., justament al sud-est de Taüll, quasi 200 metres per damunt seu.
L'edifici és una petita església d'una sola nau, coberta a dues vessants de llosa de pissarra sobre encavallades de fusta, capçada per un absis amb coberta de volta. La teulada cònica de l'absis, a un nivell més baix que la de la nau, reflecteix a l'exterior la configuració d'espais interiors diferenciats. Al centre de l'absis, s'obre una espitllera. A la façana de migdia se situa la porta d'accés, formada per un arc de mig punt de pedra rústega, adovellat, recolzat sobre impostes i amb extradós formant un petit ressalt.
L'edifici s'assenta sobre rocs irregulars i de notables dimensions, probablement procedents d'esllavissades produïdes per l'erosió de la glacera que li serveixen de base rocs de la mateixa naturalesa s'escampen al voltant de l'església. A la façana nord hom pot veure, no gaire lluny de l'absis, la marca d'una gran arcada de pedra tosca, tapiada i amb l'empedrat parcialment esbotzat, que fa evident l'existència d'una perforació del mur potser per accedir a una capella lateral, afegida després de la primera etapa constructiva i suprimida posteriorment. El fet que no es vegin senyals d'arrencada dels murs podria indicar que l'esmentat annex hauria estat adossat sense encaix al mur. Els murs, de carreus de pedra desbastada prou irregulars, presenten diferència en el seu aparell. Sembla que la capçalera (l'absis més un terç aproximadament de la nau) podria pertànyer a una etapa constructiva anterior a la de la resta de la nau, on els carreus estan disposats de forma molt més regular. A l'interior, molt abandonat, hi ha un banc corregut lateral construït amb carreus de pedra. El paviment de la nau està format per grans lloses mentre que el del presbiteri està construït per rocs. A l'angle nord-oest dels peus hi ha una pica.
És molt difícil establir una cronologia de la seqüència constructiva, problema freqüent en aquest tipus d'esglesioles, pel seu aïllament i consegüent manca de vinculació als corrents artístics. Per l'entorn històric de la zona i els pocs elements definidors que mostra l'edifici, la construcció d'aquesta esglesiola romànica podria situar-se entre finals del segle xi i les primeries del xiii.
Els avis de la vall conten que des de la Ribera baixaven a la zona de Sant Quirc les encantaires, (personatges pertanyents a la tradició popular màgica catalana, a mig camí entre les fades i les bruixes). Potser per això, l'ermita pogué constituir un element més en la lluita del cristianisme contra les arrelades creences seculars de caràcter pagà.